# 德灰蝶屬
德灰蝶屬（學名：Deramas）是圓灰蝶亞科圓灰蝶族裡的一個屬。分佈於東南亞，菲律賓的物種多樣性最高。物種罕見，一些可能是由人類砍伐森林受到威脅。

## 形態
小型蝴蝶，展翅寬約25-30毫米。雄性翅面有黑色及金屬般藍色或綠色，雌性褐色，配有白斑；兩性翅底皆為淡黃色至棕色，有波紋。

## 物種
- 阿里德灰蝶 Deramas alixae Eliot, 1978

## 圖集

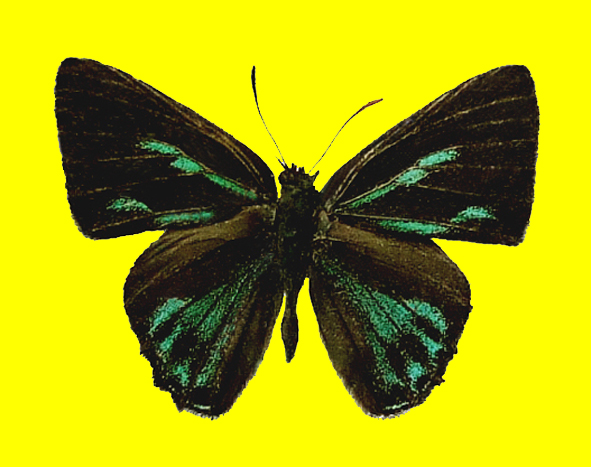
雄性艾德灰蝶 Deramas ikedai ♂
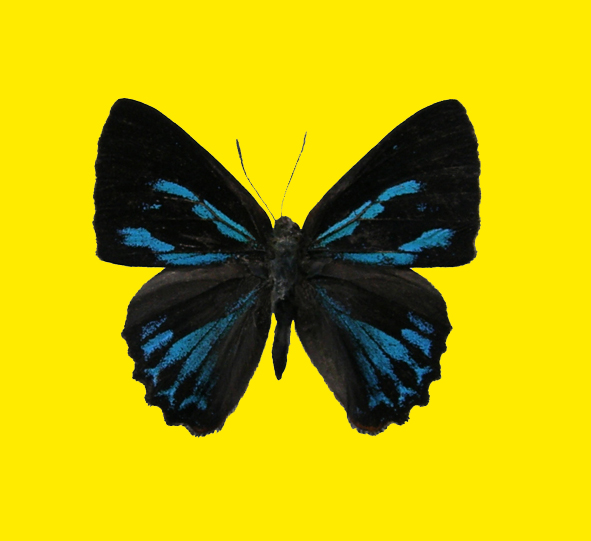
雄性特雷德灰蝶 Deramas treadawayi ♂
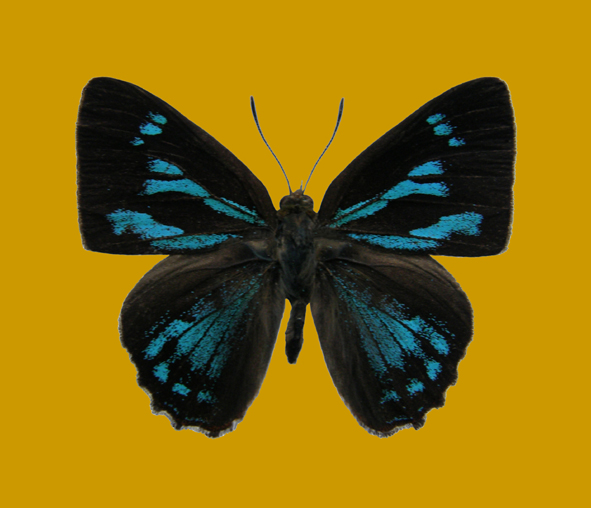
雄性鱗德灰蝶 Deramas tomokoae ♂
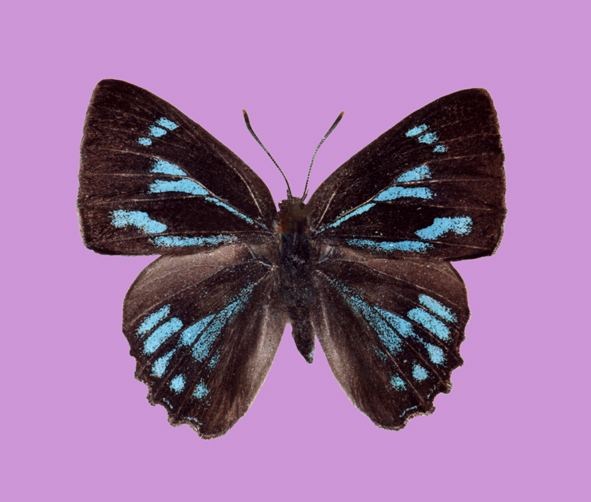
雄性陀絲德灰蝶 Deramas toshikoae ♂
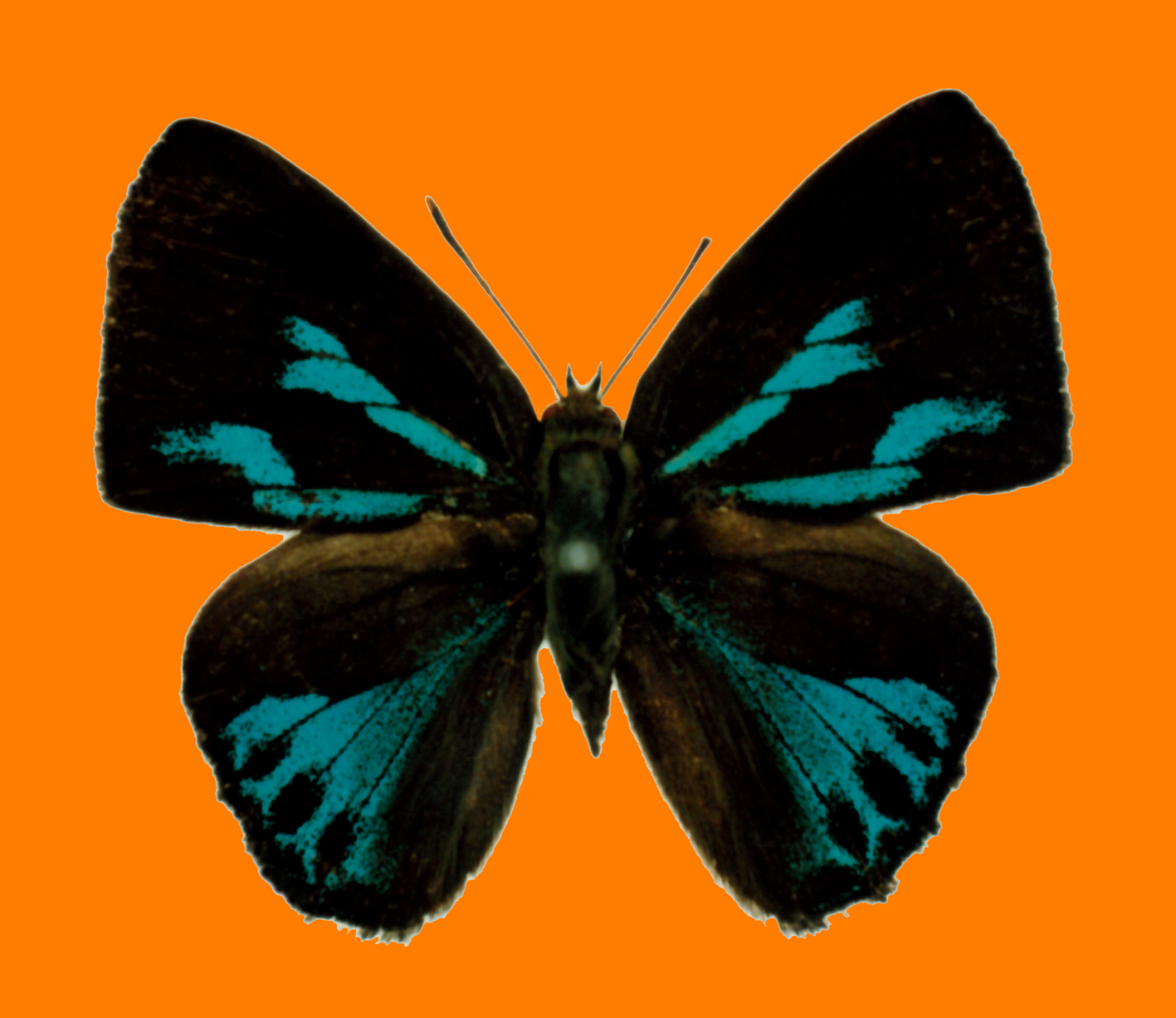
Deramas osamui ♂